# Shire of Augusta-Margaret River
Shire of Augusta-Margaret River is een Local Government Area (LGA) in de regio South West in West-Australië. Shire of Augusta-Margaret River telde 16.791 inwoners in 2021. De hoofdplaats is Margaret River.

## Geschiedenis
Op 16 april 1891 werd het 'Augusta Road District' opgericht en op 10 september 1926 werd het hernoemd tot het 'Augusta-Margaret River Road District'.
Ten gevolge de 'Local Government Act' van 1960 veranderde het district weer van naam en werd op 23 juni 1961 de 'Shire of Augusta-Margaret River'.
| Jaar | Bevolkingsaantal |
| ---- | ---------------- |
| 1911 | 446              |
| 1921 | 200              |
| 1933 | 2.952            |
| 1947 | 2.790            |
| 1954 | 3.625            |
| 1961 | 3,590            |
| 1966 | 3.238            |
| 1971 | 3.106            |
| 1976 | 3.011            |
| 1981 | 3.680            |
| 1986 | 5.333            |
| 1991 | 5.889            |
| 1996 | 8.047            |
| 2001 | 9.655            |
| 2006 | 10.353           |
| 2011 | 11.761           |
| 2016 | 14.258           |
| 2021 | 16.791           |

## Beschrijving
De 'Shire of Augusta-Margaret River' is meer dan 2.200 km² groot. Het ligt in de regio South West, ongeveer 270 kilometer ten zuidzuidwesten van de West-Australische hoofdstad Perth. Het district telde 16.791 inwoners in 2021.

## Plaatsen, dorpen en lokaliteiten
- Augusta
- Alexandra Bridge
- Baudin
- Boranup
- Bramley
- Burnside
- Courtenay
- Cowaramup
- Deepdene
- East Augusta

- Forest Grove
- Gnarabup
- Hamelin Bay
- Gracetown
- Karridale
- Leeuwin
- Margaret River
- Molloy Island
- Nillup
- Osmington

- Prevelly
- Redgate
- Rosa Brook
- Rosa Glen
- Schroeder
- Scott River
- Treeton
- Warner Glen
- Witchcliffe